# Ísafjörður
Ísafjörður (dall'islandese: fiordo dei ghiacci) è una piccola cittadina islandese situata nel comune di Ísafjarðarbær, nel Skutulsfjörður, una parte dello Ísafjarðardjúp, ed è la maggiore località dei fiordi occidentali assieme alla località Hnífsdalur.

## Storia
Il primo colonizzatore fu intorno all'anno 920 Helgi Hrólfsson.  Seguirono commercianti norvegesi e islandesi che vi si stabilirono per un certo periodo. Nel sedicesimo secolo ditte tedesche e inglesi fondarono qui le loro filiali commerciali.

## Descrizione

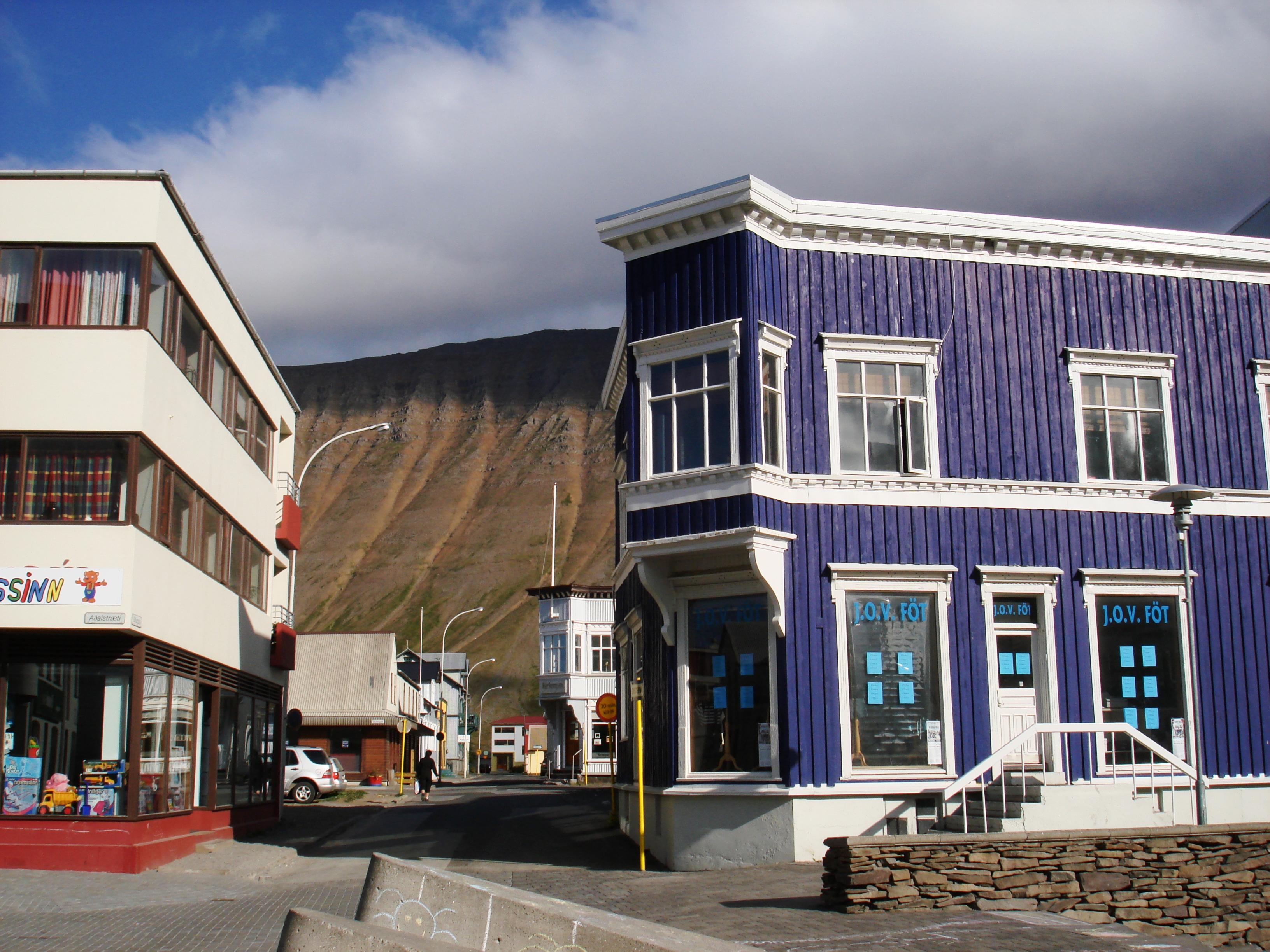
Il centro cittadino

L'economia locale è sostenuta prevalentemente dalla pesca; infatti la città è uno dei principali centri per la pesca nazionale. Tuttavia, nell'ultimo trentennio il settore è calato fortemente, sia a causa di leggi restrittive sulla pesca sia a causa della diminuzione della popolazione ittica, e ciò ha comportato anche un calo del numero di abitanti. Il porto è usato anche dai traghetti che collegano i numerosi insediamenti nelle vicinanze, nonché dalle navi da crociera.
Nonostante le modeste dimensioni, la scarsa popolazione e lo storico isolamento dal resto del paese, la città è sviluppata come un qualsiasi centro urbano. Ísafjörður ha una scuola di musica e un ospedale. Dove prima vi era l'ospedale ora invece vi sono una biblioteca e uno show room. Nel 2005 è stato istituito anche un centro universitario.
Vi si trova Tjöruhúsið, la più antica casa islandese, del 1743, e un museo della pesca.
Alla periferia di Bolungarvík, la località più settentrionale dei fiordi occidentali, si può visitare Ósvör, un villaggio di pescatori adesso adibito a museo a cielo aperto.

## Istruzione
Ad Ísafjörður ha sede la University Centre of the Westfjords ed è presente il Menntaskólinn á Ísafirði, un college con studenti di età compresa tra 16 e 20 anni.

## Infrastrutture e trasporti

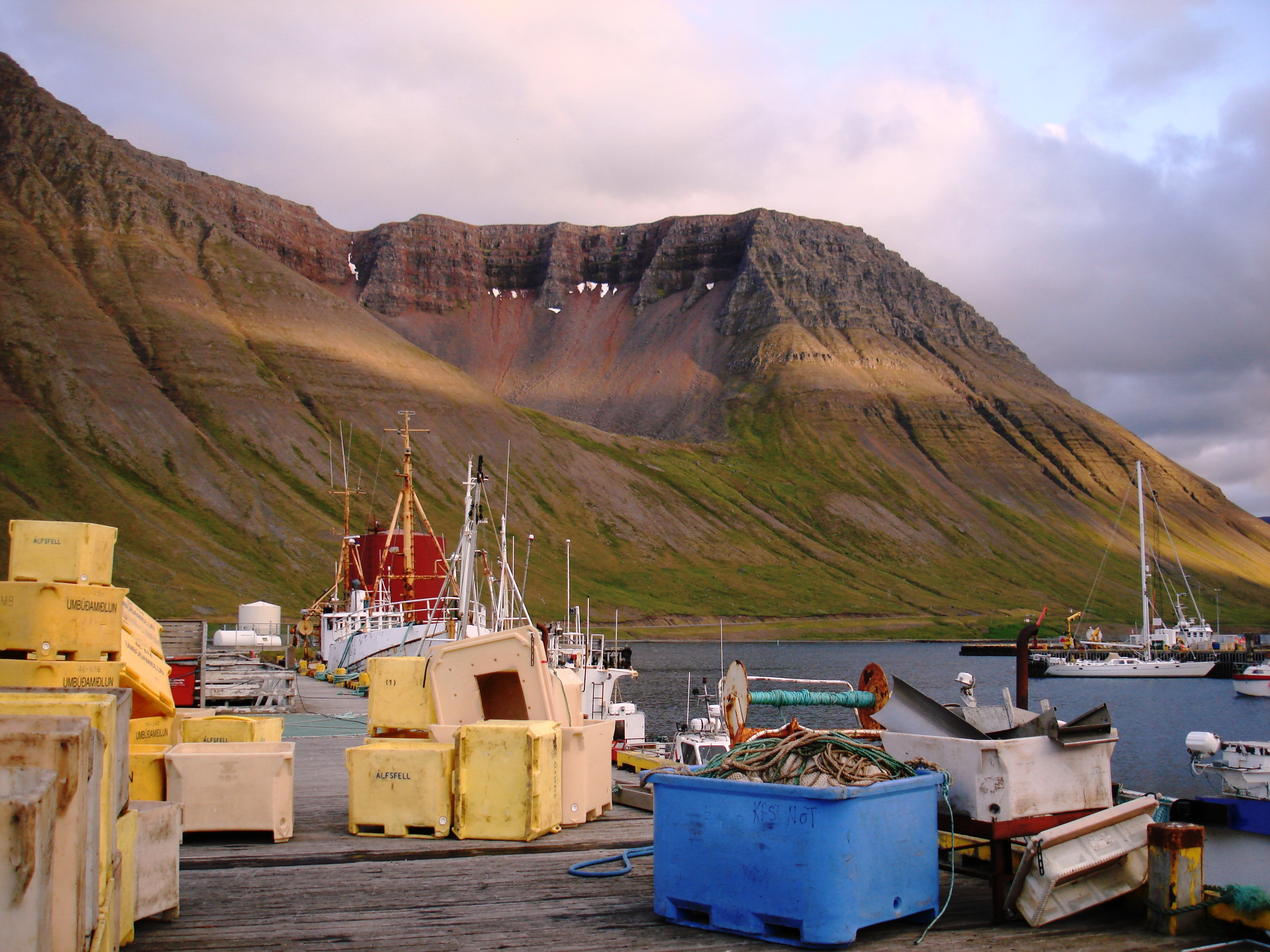
Il porto di Ísafjörður

La città è collegata a Bolungarvík attraverso un tunnel di 5,4 km. La distanza da Reykjavík è di 457 km stradali.
La città è connessa alla Hringvegur, la principale autostrada islandese, da due superstrade. È dotata anche di un aeroporto che la collega quotidianamente con Reykjavík. I traghetti la collegano con i villaggi vicini e con la riserva di Hornstrandir, la penisola più settentrionale d'Islanda.
Inoltre, stanno iniziando a svilupparsi anche qui mezzi di trasporto ad alta tecnologia.

## Sport
La principale società polisportiva della città è il Vestri Isafjordur.
La squadra calcistica è frutto della fusione, avvenuta nel 2006, di due club di paesi confinanti, il Bì88 di Isafjördur e l'UMF Bolungarvík e chiamato fino al 2015 BÍ/Bolungarvik. La seconda società vestiva in bianco rosso, mentre la prima in completo blu. I colori sono stati mantenuti nelle divise dell'attuale società. Nel 2023 ha centrato la promozione in massima divisione islandese, ottenendo la salvezza nella stagione successiva.
Vanta inoltre una formazione di pallavolo femminile, una di pallavolo maschile e una di pallamano.

## Galleria d'immagini

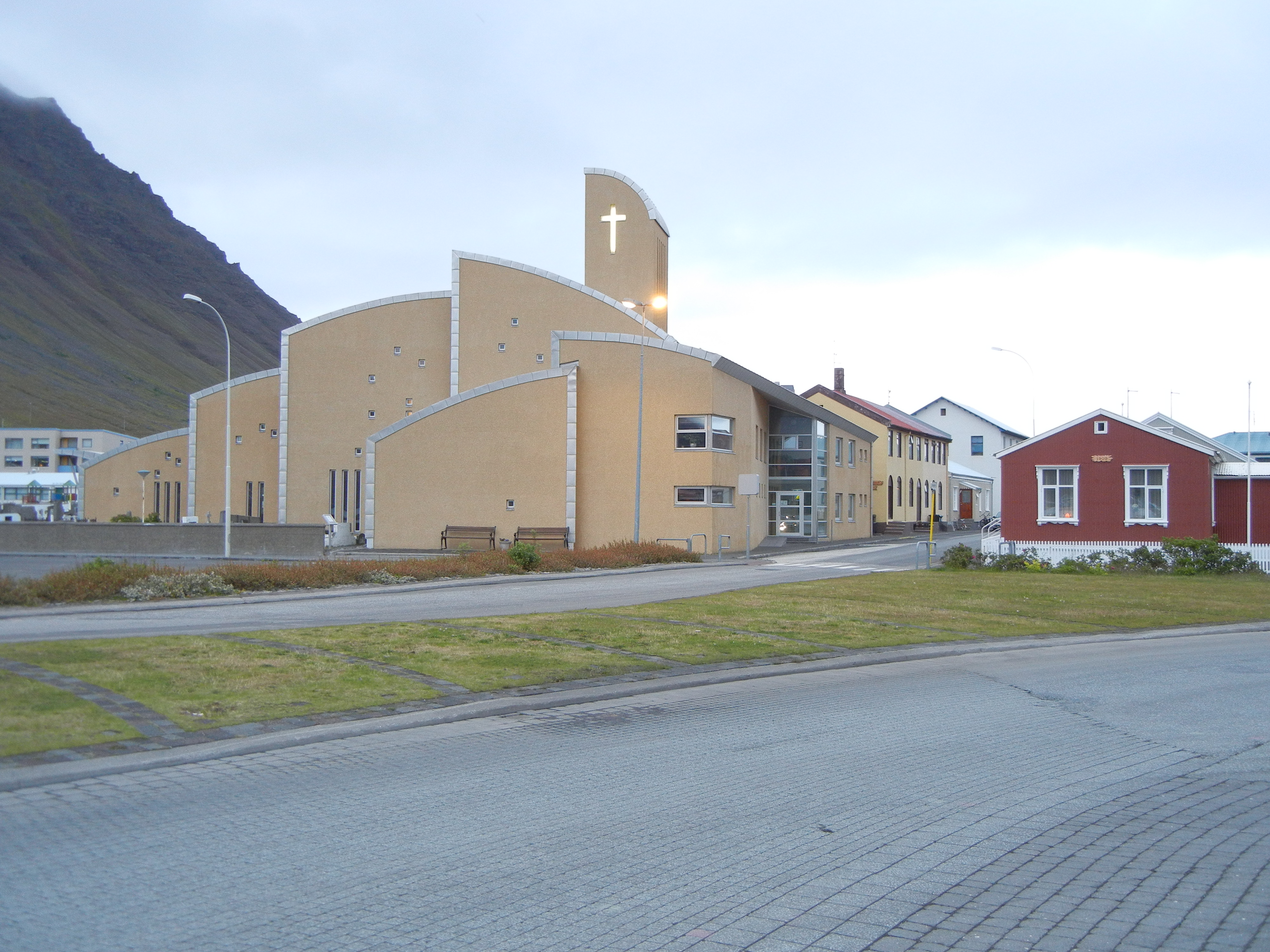
Chiesa di Ísafjörður
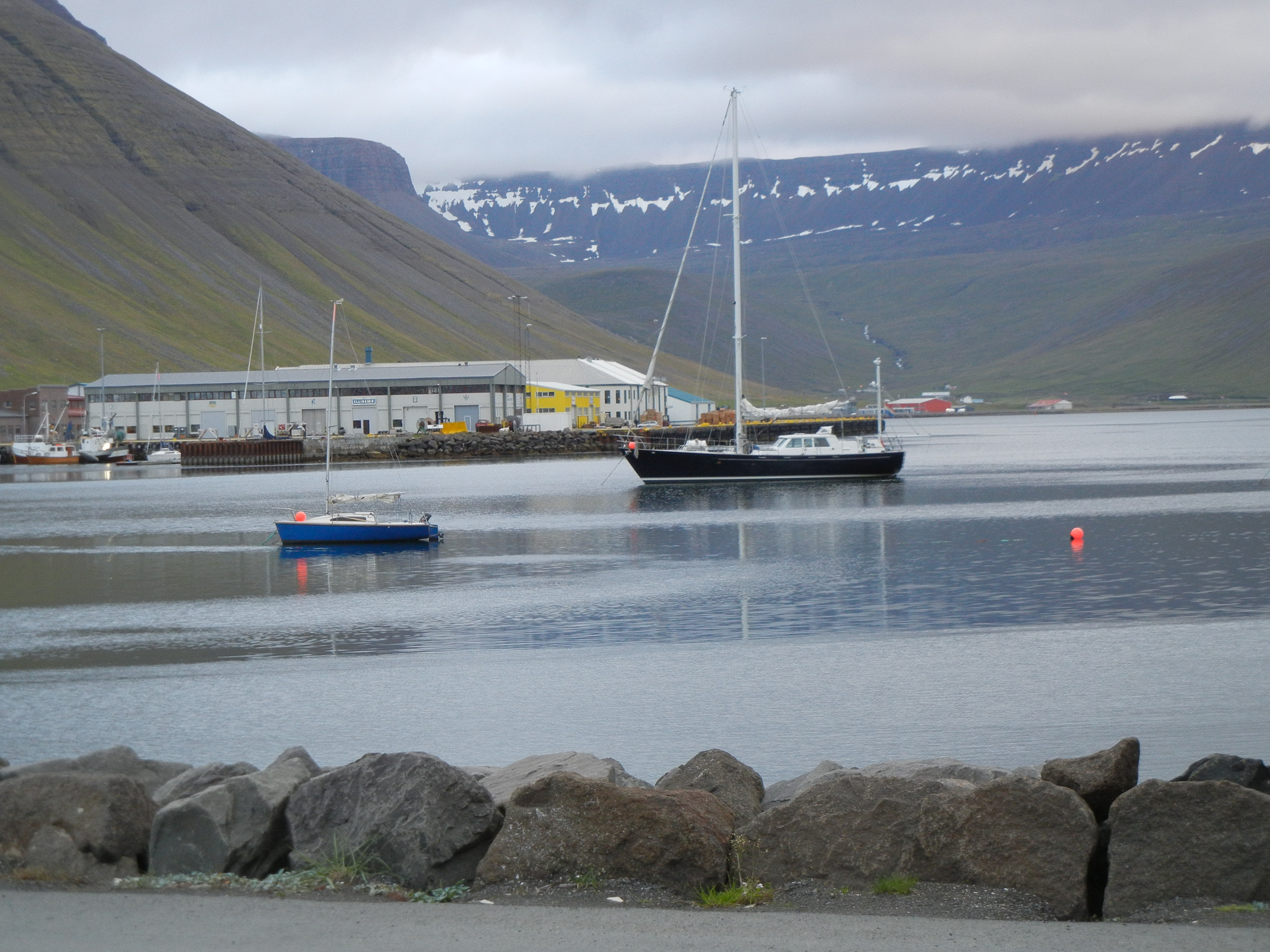
Il porto di Ísafjörður (altra immagine)
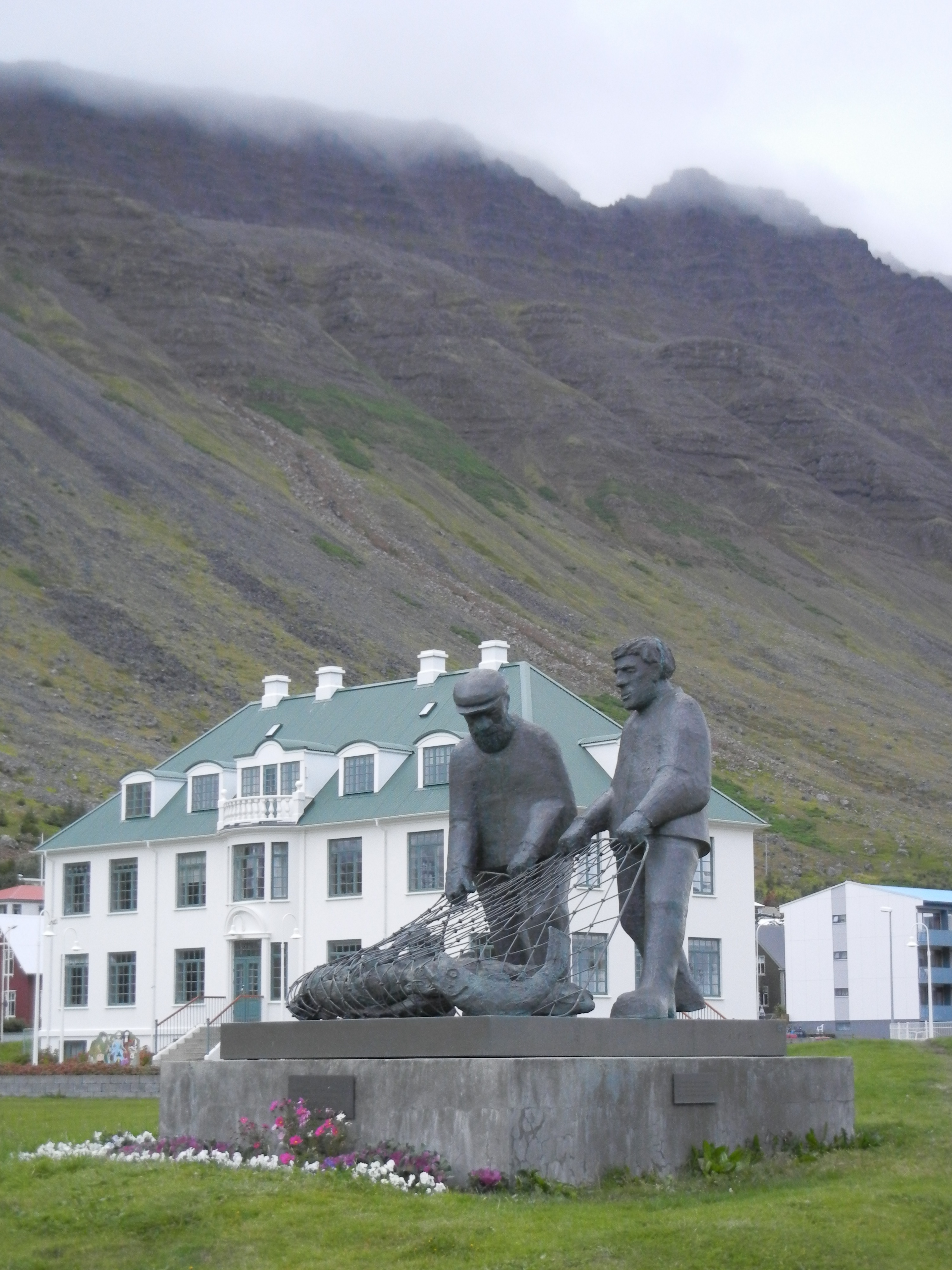
Scultura con scena di pesca a Ísafjörður
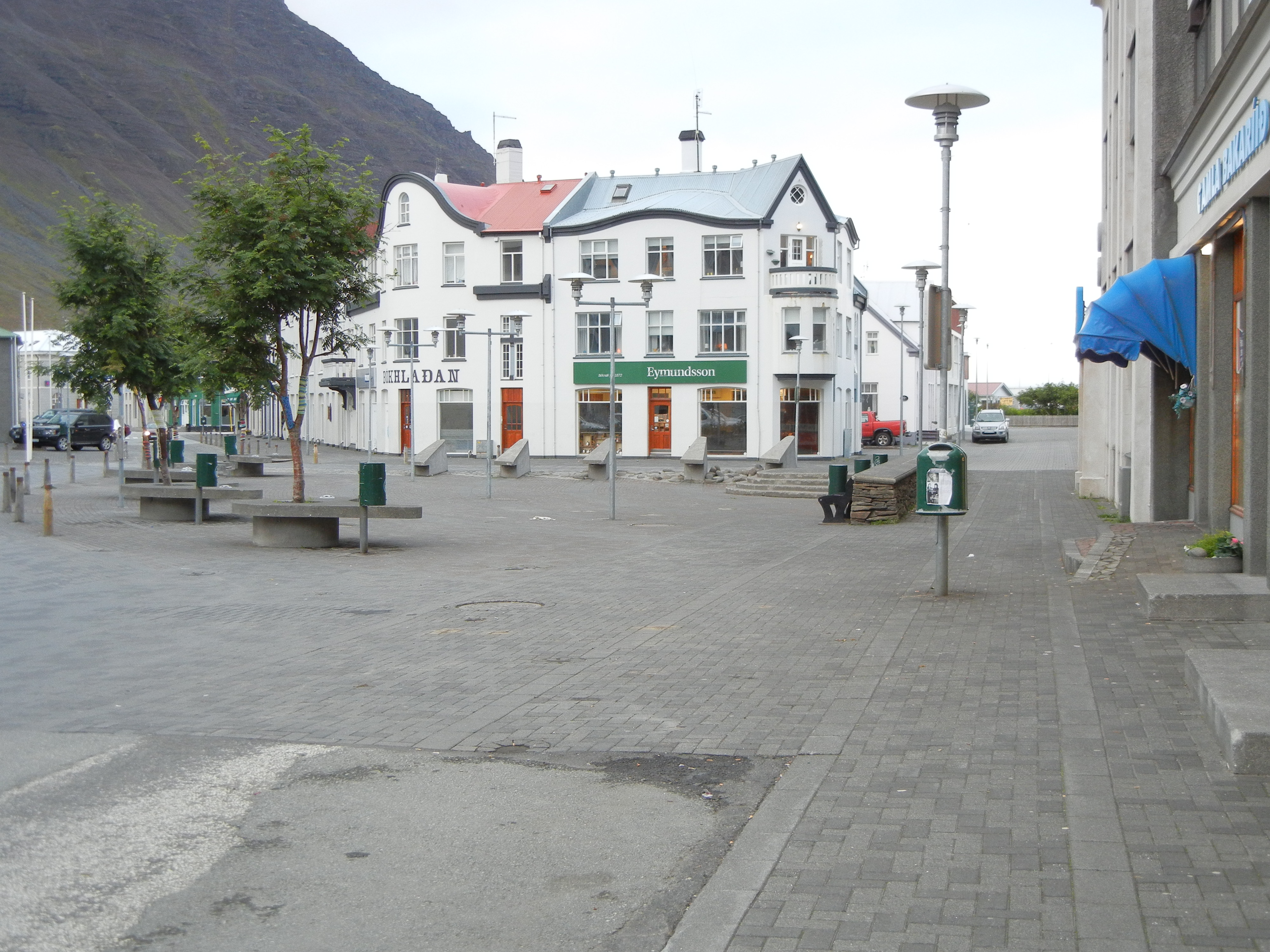
La via centrale di Ísafjörður